# 天応駅
天応駅（てんのうえき）は、広島県呉市天応塩谷町にある、西日本旅客鉄道（JR西日本）呉線の駅である。駅番号はJR-Y10。

## 歴史

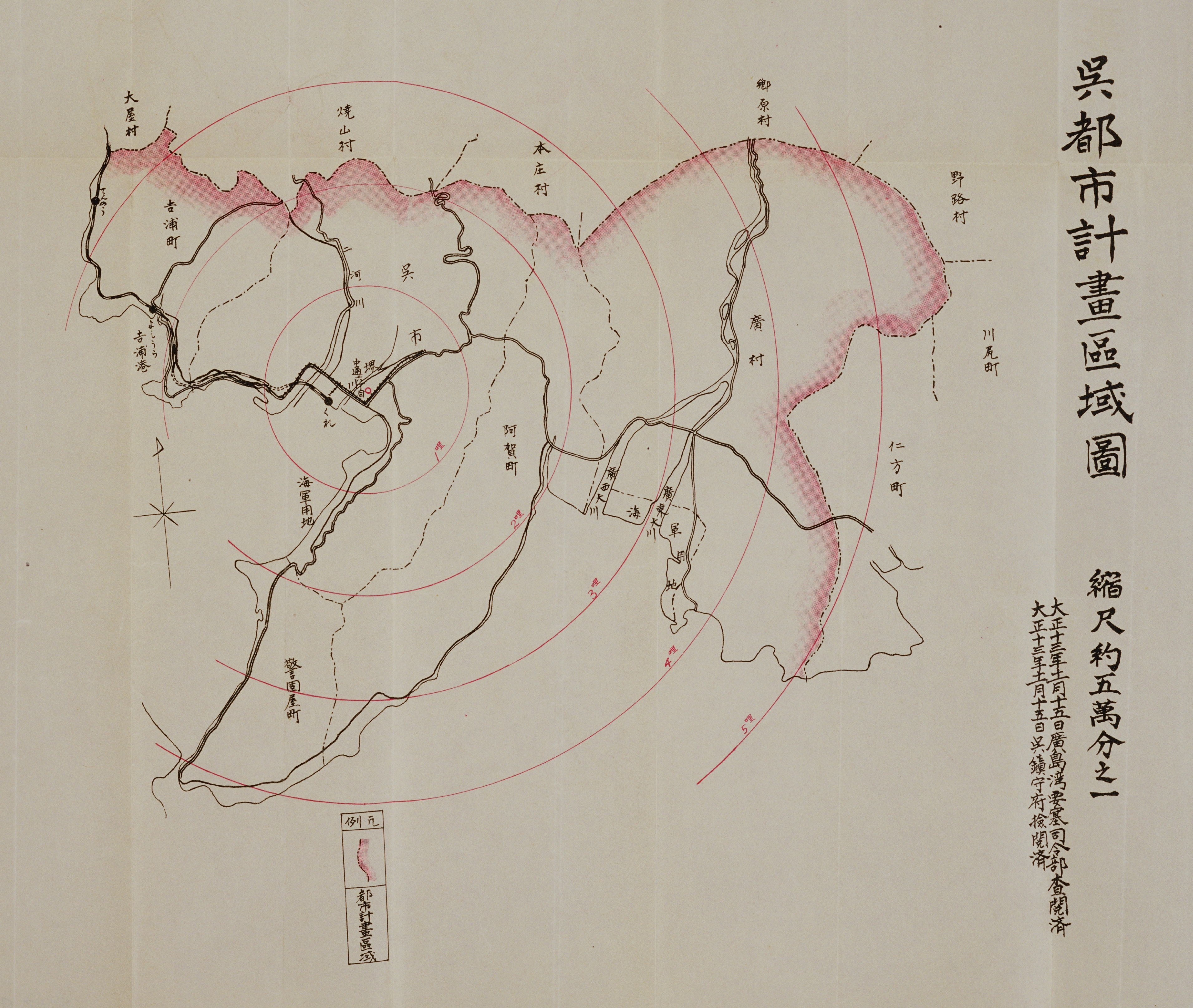
1924年都市計画図

- 1903年（明治36年）12月27日：官設鉄道海田市駅 - 呉駅間開通時に開設[2]。
- 1904年（明治37年）12月1日：山陽鉄道に貸渡[2]。
- 1906年（明治39年）12月1日：山陽鉄道国有化[2]、再度官設鉄道の駅となる。
- 1909年（明治42年）10月12日：線路名称制定、呉線所属となる。
- 1963年（昭和38年）2月1日：貨物取扱廃止[2]。
- 1970年（昭和45年）10月1日：業務委託駅化[3]。荷物扱い廃止[2]。
- 1987年（昭和62年）4月1日：国鉄分割民営化に伴い、西日本旅客鉄道（JR西日本）の駅となる[2]。
- 2004年（平成16年）10月：窓口営業時間中に閉鎖時間帯設定。
- 2007年（平成19年）
  - 6月30日：ICOCA対応簡易型自動改札機設置。
  - 9月1日：ICカード「ICOCA」が利用可能となる。
- 2018年（平成30年）
  - 4月1日：無人駅化[4]。
  - 7月6日：平成30年7月豪雨に伴い営業休止。
  - 9月9日：広駅 - 坂駅間で運転再開[注釈 1][6]。

## 駅構造
島式ホーム1面2線を有する列車交換可能な地上駅。外観は変化しているが、1903年（明治36年）に官設線として開業した時に設置された木造駅舎である。駅舎は線路東側にあり、駅舎からホームへは跨線橋で連絡している。
無人駅。自動券売機が設置されている。ICOCA利用可能駅（相互利用可能ICカードはICOCAの項を参照）で、自動改札機は開閉式で無い簡易式のものが設置されている。以前は業務委託駅であり、非電化時代は直営駅であった。
改札内に男女別水洗式トイレがある

### のりば
| ホーム | 路線 | 方向 | 行先             |
| ------ | ---- | ---- | ---------------- |
| 駅舎側 | 呉線 | 上り | 呉・竹原方面     |
| 反対側 | 呉線 | 下り | 海田市・広島方面 |

- 案内上ののりば番号は設定されていない。

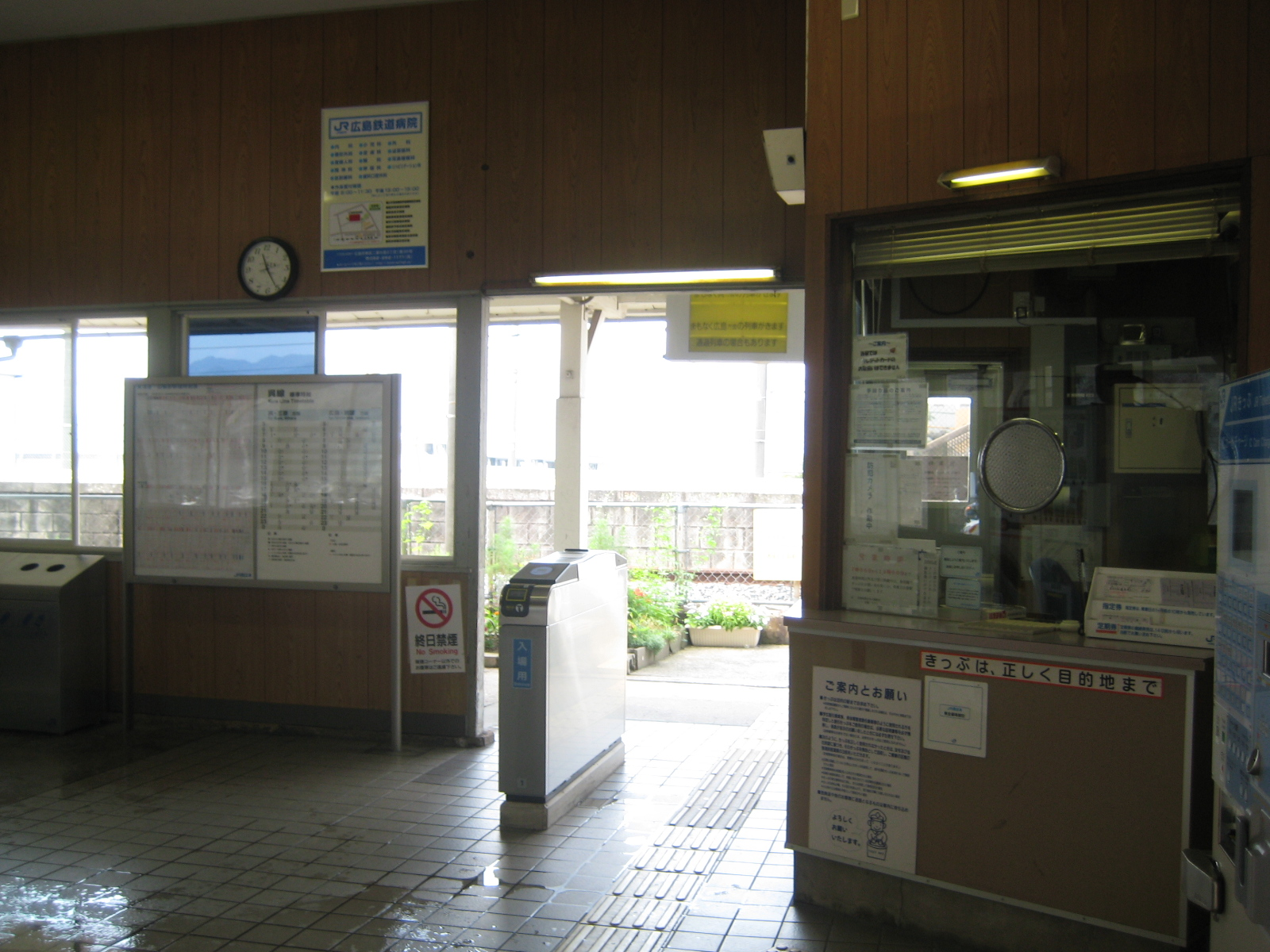
改札口（2009年8月）
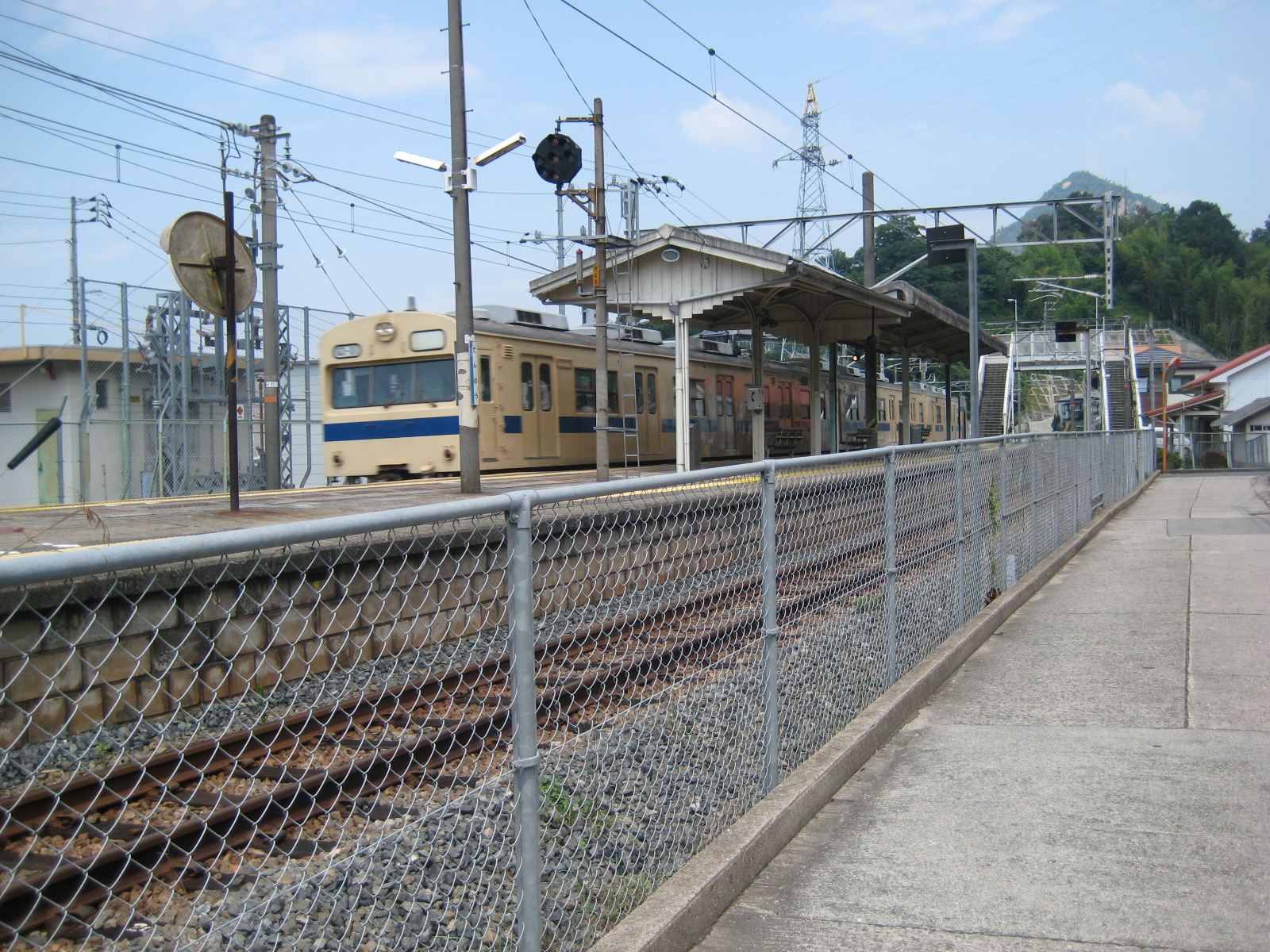
市道から広島方面を見たホーム。右側に少し見える建物が駅舎（2009年8月）

## 利用状況
「呉市統計書」によると、近年の1日平均乗車人員の推移は以下の通り。
| 年度                | 1日平均 乗車人員 |
| ------------------- | ---------------- |
| 1987年（昭和62年）  | 1,651            |
| 1988年（昭和63年）  | 1,598            |
| 1989年（平成 元年） | 1,620            |
| 1990年（平成02年）  | 1,667            |
| 1991年（平成03年）  | 1,645            |
| 1992年（平成04年）  | 1,377            |
| 1993年（平成05年）  | 1,259            |
| 1994年（平成06年）  | 1,275            |
| 1995年（平成07年）  | 1,251            |
| 1996年（平成08年）  | 1,206            |
| 1997年（平成09年）  | 1,120            |
| 1998年（平成10年）  | 1,081            |
| 1999年（平成11年）  | 1,045            |
| 2000年（平成12年）  | 1,003            |
| 2001年（平成13年）  | 968              |
| 2002年（平成14年）  | 933              |
| 2003年（平成15年）  | 920              |
| 2004年（平成16年）  | 923              |
| 2005年（平成17年）  | 885              |
| 2006年（平成18年）  | 868              |
| 2007年（平成19年）  | 886              |
| 2008年（平成20年）  | 880              |
| 2009年（平成21年）  | 838              |
| 2010年（平成22年）  | 825              |
| 2011年（平成23年）  | 808              |
| 2012年（平成24年）  | 785              |
| 2013年（平成25年）  | 773              |
| 2014年（平成26年）  | 724              |
| 2015年（平成27年）  | 736              |
| 2016年（平成28年）  | 704              |
| 2017年（平成29年）  | 667              |
| 2018年（平成30年）  | 562              |
| 2019年（令和 元年） | 576              |
| 2020年（令和02年）  | 476              |
| 2021年（令和03年）  | 450              |
| 2022年（令和04年）  | 458              |
| 2023年（令和05年）  | 462              |

## 駅周辺
駅正面に国道31号を挟んで、中国化薬本社がある。その横にある桟橋より江田島工場まで、中国化薬専用船が運航されている。
- 広島呉道路天応東IC
- 呉市役所天応支所
- 広電バス「汐見町」停留所

## 隣の駅
西日本旅客鉄道（JR西日本）
 呉線
■快速「通勤ライナー」・■快速「安芸路ライナー」
通過
■普通
かるが浜駅 (JR-Y11) - 天応駅 (JR-Y10) - 呉ポートピア駅 (JR-Y09)